# Üçgöze, Doğubayazıt
Üçgöze là một xã thuộc huyện Doğubayazıt, tỉnh Ağrı, Thổ Nhĩ Kỳ. Dân số thời điểm năm 2011 là 237 người.